# Nazyvajevsk
Nazyvajevsk (rusky Называ́евск) je město v Omské oblasti v  Ruské federaci. Při sčítání lidu v roce 2010 měl přes jedenáct tisíc obyvatel.

## Poloha a doprava
Nazyvajevsk leží na Západosibiřské rovině v oblasti mezi toky Išimu a Irtyše. Leží přibližně 150 kilometrů severozápadně od Omsku, správního střediska oblasti.
Ve městě je nádraží na Transsibiřské magistrále. Také jím prochází místní silnice, která se šedesát kilometrů jižně od Nazyvajevska u Isilkulu kříží s dálnicí R254 vedoucí z Čeljabinsku přes Kurgan do Omsku a dále do Novosibirsku a zhruba padesát kilometrů severovýchodně od Nazyjevska se u Ťukalinsku setkává s dálnicí R402 z Ťumeně přes Išim do Omsku.

## Dějiny
Sídlo zde bylo založeno v roce 1911 jako staniční osídlení v souvislosti s výstavbou zdejšího úseku severní větvě Transsibiřské magistrály. Stanice se tehdy jmenovala Nazyvajevskaja podle dvanáct kilometrů jižně vzdálené vesnice Nazyvajevka a sídlu se začalo říkat Sibirskij Posad. V roce 1917 bylo přejmenováno na Sibirskoje a v roce 1933 na Nazyvajevku. 
Další přejmenování přišlo v roce 1947, kdy sídlo získalo status sídlo městského typu a bylo přejmenováno na Novo-Nazyvajevku. Přejmenování na Nazyvajevsk přišlo v roce 1956, kdy se obec stala městem.